# Cryptocarya flavisperma
Cryptocarya flavisperma är en lagerväxtart som beskrevs av André Joseph Guillaume Henri Kostermans. Cryptocarya flavisperma ingår i släktet Cryptocarya och familjen lagerväxter. Inga underarter finns listade i Catalogue of Life.